# Ribollita

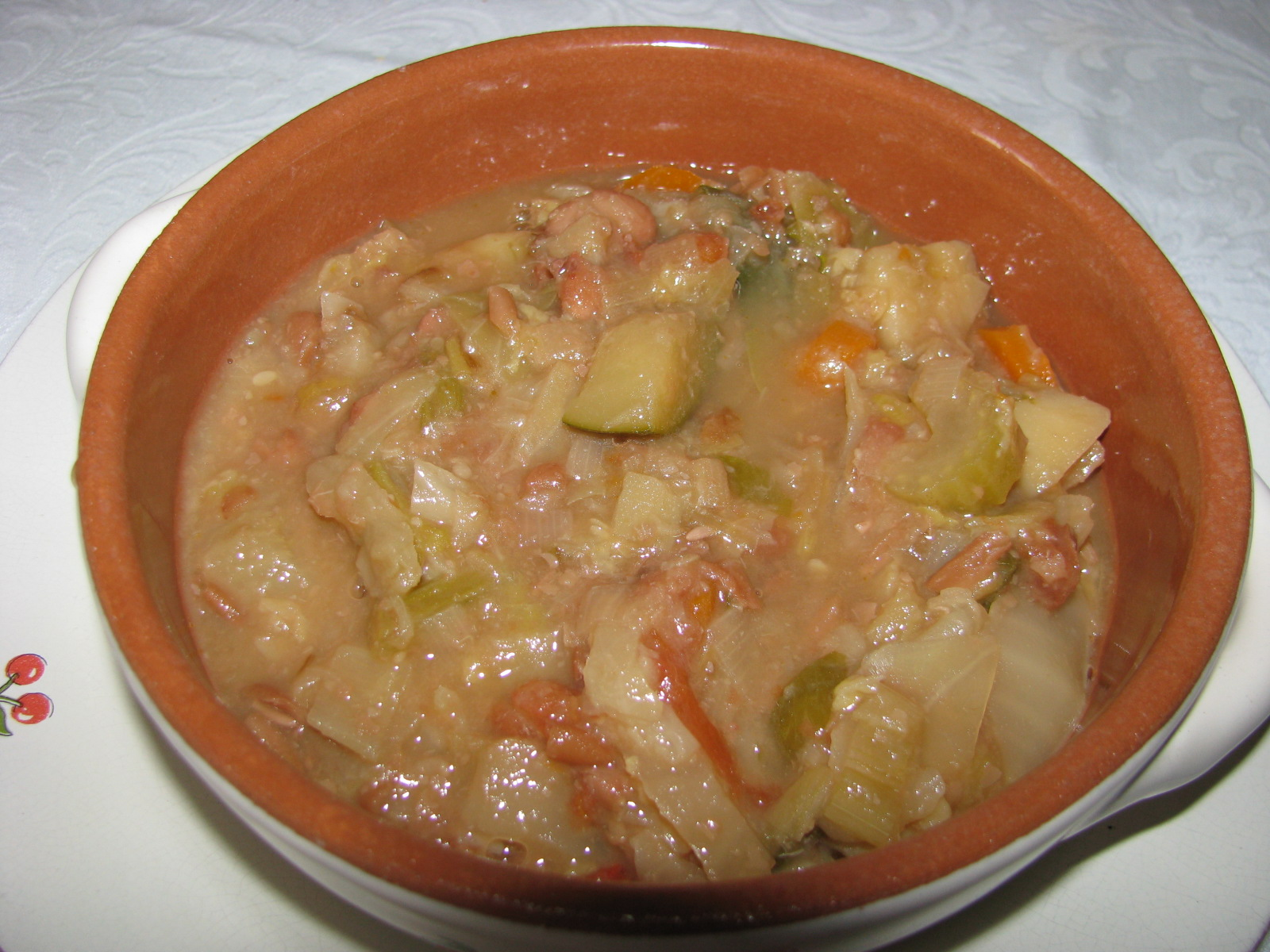
Ribollita

Ribollita (bollire ‚kochen‘, ri- ‚wieder-‘, d. h. aufgewärmt) ist eine bäuerliche Gemüsesuppe der toskanischen Küche.

## Geschichte
Die als Ribollita bezeichnete Suppe war von alters her ein Gericht der cucina povera, wie die Arme-Leute-Küche in Italien genannt wird. Ursprünglich bestand es aus Resten der Suppe vom Vortag, die in eine mit Brotscheiben ausgelegte Schüssel gegeben und mit Zwiebelringen bedeckt im Ofen erhitzt wurde, bis die Zwiebeln goldbraun waren. Daraus haben sich Rezepte für frisch zubereitete Ribollita entwickelt.
Der Name Ribollita für diese Suppe ist erst ab 1960 nachweisbar. Pellegrino Artusi hatte sie 1891 in seinem Kochbuch als „Toskanische Bauernsuppe“ bezeichnet.

## Zutaten, Zubereitung
Typische Zutaten sind Cavolo nero, eine toskanische Variante des Grünkohls, oder Wirsing und weiße Bohnen, dazu auch Kartoffeln, Karotten, Staudensellerie, Zwiebeln und Tomaten. Diese werden in Olivenöl gedünstet, mit Wasser oder Brühe aufgegossen und zu Ende gegart. Schließlich wird die Suppe in einer mit hellem Bauernbrot ausgelegten Form überbacken und mit Olivenöl beträufelt serviert.